# Occidozyga laevis
Occidozyga laevis és una espècie de granota que viu a Brunei, Indonèsia, Malàisia, les Filipines, Singapur i Tailàndia.